# Ilamatecuhtli
Ilamatecuhtli (Cihuacoatl, Quilaztli) – w mitologii azteckiej stara bogini ziemi, śmierci i patronka suchej kukurydzy i starego zboża.
Ilamatecuhtli była uważana za żeński odpowiednik boga Xiuhtecuhtli. Była Panią Drogi Mlecznej i patronowała starym kobietom. Kojarzono ją z zimowym przesileniem i z trzynastą godziną dnia. Najstarsze mity wspominają, iż urodziła ona swojemu mężowi, Mixcoatlowi, siedmiu synów (w późniejszych mitach już jako Coatlicue było ich czterystu), którzy założyli siedemset miast, w których osiedlili się pierwsi mieszkańcy Meksyku. Przedstawiana była w postaci wielkiej ropuchy tlatecuhtli połykającej sztylet lub groby, a także z nożami i zębatą pochwą. Wierzono, że jej miejscem przebywania była zaciemniona izba.
Powszechnie uważa się, że w czasach azteckich stara bogini zmieniła imię na Coatlicue.